# نيل بينيت (لاعب اتحاد الرغبي)
نيل بينيت (بالإنجليزية: Neil Bennett)‏ هو لاعب اتحاد الرغبي بريطاني، ولد في 2 أبريل 1951.

## وصلات خارجية
- نيل بينيت عل موقع إسبنسكروم (الإنجليزية)